# پانگ پان‌پان
پانگ پان‌پان (به انگلیسی: Pang Panpan) ژیمناست زادهٔ ۷ ژوئن ۱۹۸۸ میلادی اهل کشور چین است.